# Dexter l'oscuro
(Dexter di fronte alla prospettiva di una luna di miele a Parigi)
Dexter l'oscuro (Dexter in the Dark) è il terzo libro della saga di Dexter, scritta e ideata da Jeff Lindsay. Questo terzo libro (edito da Mondadori) è il seguito de La mano sinistra di Dio e Il nostro caro Dexter.

## Trama
Il libro si apre con Dexter che, asfissiato dai preparativi del matrimonio da Rita (con cui si fidanza per un fraintendimento nel libro Il nostro caro Dexter), organizza l'omicidio di Alexander "Zander" Macauley.
La morte di Zander fa ricadere su Dexter l'attenzione di un'antica setta (di cui Zander faceva parte) dedita al culto di Moloch, un'antica divinità a cui gli antichi popoli dedicavano sacrifici umani.
Nel libro Dexter deve anche affrontare la crescente curiosità di Astor e Cody, i figli del primo matrimonio di Rita, i quali, dopo aver subito violenze dal padre biologico, hanno sviluppato lo stesso interesse di Dexter per gli omicidi.

## Stile narrativo
Lo stile narrativo in prima persona utilizzato nei primi due libri è, in questo terzo romanzo, accompagnato dal punto di vista (sempre espresso in prima persona) del nemico di Dexter.

## Edizioni
- Jeff Lindsay, Dexter l'oscuro, collana Il Giallo Mondadori, Mondadori, 2010.